# Фессал (сын Геракла)
Фессал (др.-греч. Θεσσαλός, диалектная форма Феттал). Сын Геракла и Халкиопы. Отец Фидиппа и Антифа. Овладел островами Калидной и Нисиром, которые ранее заселяли карийцы. Не жил в стране, названной его именем. Потомки Антифа и Фидиппа напали на страну из феспротской Эфиры и назвали её по имени Фессала. Есть и версии, что Фессалия получила имя от тёзок данного героя.